# Laval-Morency
Laval-Morency är en kommun i departementet Ardennes i regionen Grand Est (tidigare regionen Champagne-Ardenne) i nordöstra Frankrike. Kommunen ligger  i kantonen Rocroi som ligger i arrondissementet Charleville-Mézières. År 2022 hade Laval-Morency 233 invånare.

## Befolkningsutveckling
Antalet invånare i kommunen Laval-Morency
Referens: INSEE